# Laje do Cavalo
A Laje do Cavalo é um promontório português localizado na freguesia de São Caetano, concelho da Madalena do Pico, ilha do Pico, arquipélago dos Açores.
Esta formação geológica localiza-se próxima ao Porto da Praínha do Galeão, ao promontório da Pontinha das Formigas e à Ponta Alta. É coberto pelo Farol da Ponta de São Mateus,  cuja estrutura foi construída sobre este acidente geográfico.